# ایت یحیی
آیت یحی (به عربی: أیت یحی) یک شهرداری در الجزایر است که در استان تیزی وزو واقع شده‌است.